# Psilocybe bohemica
Psilocybe bohemica är en svampart som beskrevs av Šebek 1983. Psilocybe bohemica ingår i släktet slätskivlingar och familjen Strophariaceae.   Inga underarter finns listade i Catalogue of Life.

## Källor

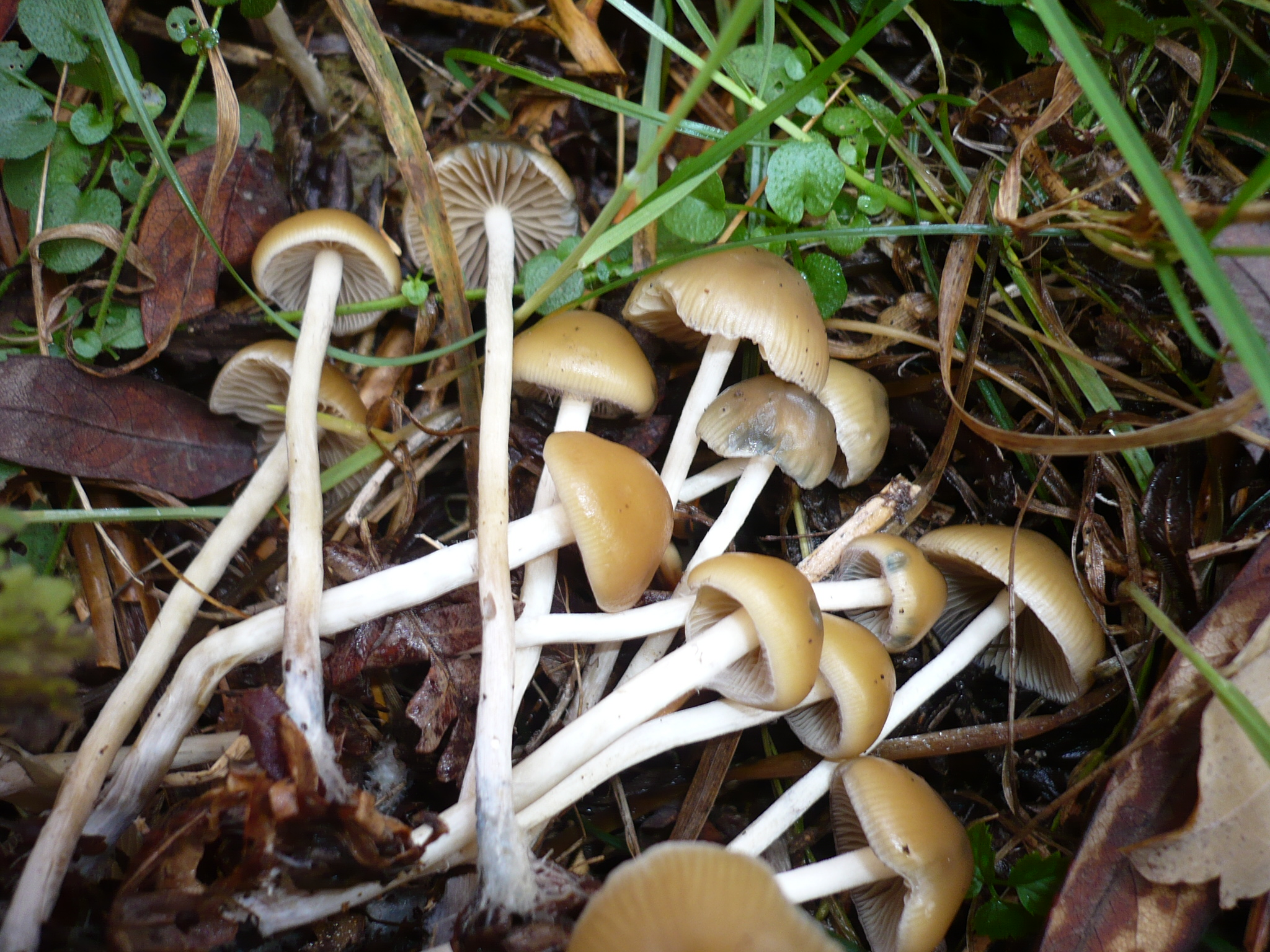